# Гай Кассій Лонгін (консул 124 року до н. е.)
Гай Кассій Лонгін (167 — після 124 року до н. е.) — політичний, державний та військовий діяч Римської республіки, консул 124 року до н. е.

## Життєпис
Походив з роду нобілів Кассієв. Син Гая Кассія Лонгіна, консула 171 року до н. е. 
У 127 році до н. е. був претором, а у 124 році до н. е. його обрано консулом разом з Гаєм Секстієм Кальвіном. Виступив на захист міста Массілія (сучасний Марсель), яку взяв в облогу Бітуіт, вождь галльського племені арвернів. Утім не зміг здолати ворога.
З того часу про подальшу долю Гая Кассія Лонгіна згадок немає.

## Родина
- Гай Кассій Лонгін, претор 90 року до н. е.
- Луцій Кассій Цек.